# Medalla de la Ciudad de Melilla
La Medalla de la Ciudad Autónoma de Melilla es una condecoración civil española, otorgada por esta ciudad autónoma. Tiene por objeto recompensar a personas y entidades que hayan realizado méritos considerados notables por las autoridades de la ciudad de Melilla. Posee un carácter honorífico ya que no conlleva prestación económica alguna. Esta condecoración se encuentra regulada en el Capítulo IV del Reglamento de protocolo y ceremonial de la Ciudad Autónoma de Melilla, aprobado por el Decreto número 111, de 22 de marzo de 2007 y su concesión por una norma específica, el Reglamento para la concesión de honores y distinciones de la Ciudad Autónoma de Melilla. Posee tres categorías:
- Medalla de Oro
- Medalla de Plata
- Medalla de Bronce

Para su concesión, es necesaria la elaboración de un informe previo en el que se constaten los méritos que la justifiquen. La Asamblea de Melilla es el órgano encargado de conceder esta medalla mediante acuerdo, requiriéndose una mayoría cualificada de dos tercios del Pleno de la misma para la categoría de oro y mayoría simple para las restantes. Se impone en un acto público de carácter solemne. 
La insignia, está fabricada en metal noble con un baño que le dote de la apariencia asociada a cada una de sus categorías. 
En su anverso, con forma de pergamino heráldico y rematado con una corona real abierta, 
aparece reproducido el escudo de la ciudad (con su corona incluida) realizado en esmalte. En su reverso puede leerse la leyenda "La Ciudad Autónoma de Melilla al Mérito" y el nombre de persona o institución condecorada. En el caso de las personas, la insignia se porta sujeta en el cuello con un cordón doble, trenzado, realizado en seda de color azul (extraído de la bandera de la ciudad) y dorado plateado o bronceado (en función de la categoría). Junto a la insignia se entrega un diploma acreditativo.

## Condecorados
- 1995 Fernando Arrabal, (España)
- 1996 Centro asistencial de Melilla, (España)
- 1997 Juan Carlos I, (España)
- 2000 Grupo de "Regulares de Melilla" nº 52, (España)
- 2001 Universidad Nacional de Educación a Distancia, (España)
- 2004 21ª Escuadrilla de Escoltas de la Armada Española
- 2005 Asociación de Padres de Niños Especiales (ASPANIES-FEAPS), (España)
- 2006 A los municipios del mundo que han recibido el nombre de Melilla
- 2007 A las Casas de Melilla
- 2008 Selección de fútbol de España
- 2009 Unidad de Trasplantes del Hospital Comarcal de Melilla, (España)
- 2012 José Luis García Puche y Javier González Ferrón, (España)
- 2013 Organización Nacional de Ciegos Españoles (ONCE), (España)
- 2014 Universidad de Granada, (España)
- 2015 Alfredo Ramírez Fernández, (España)
- 2016 Comandancia General de Melilla, (España)
- 2017 Miguel Martín Bernardi y Club Scorpio, (España)
- 2018 Yusef Abdeselam Kaddur, (España)
- 2019 Mariano Remartínez Buera e Instituciones Penitenciarias, (España)
- 2020 Carlota Leret O’Neill, (España)
- 2021 Eduardo Morillas, (España). A título póstumo.
- 2022 Carlos Baeza Torres y Francisco Javier Imbroda Ortiz (a título póstumo), (España)
- 2023 Institución de la Junta de Andalucía, como representante del pueblo andaluz, (España)
- 2024 Enrique Javier Remartínez Escobar, AECC y Observatorio de Ceuta y Melilla, (España)